# Eugen Moritz Mauthner
Eugen Moritz Mauthner (* 6. Juli 1855 in Brünn; † 13. November 1917 in Wiesbaden) war ein österreichischer Schauspieler und Theaterdirektor.
Mauthner war der Sohn eines Fabrikanten, war als Schauspieler Autodidakt und trat zuerst als Schauspieler in der Rolle des Staatssekretärs Davison in Maria Stuart im Leipziger Stadttheater auf (unter August Förster). Dort spielte er bis 1880 vor allem kleine Nebenrollen. Danach übernahm er häufig die Rolle eines Bonvivant. Er war ab 1880 am Hoftheater Meiningen, war am Burgtheater in Wien und in Berlin, bevor er von 1882 bis 1884 nach New York City ging, wo er im Germania-Theater spielte. Er gründete nach der Rückkehr in Berlin 1885 die Theatertruppe Berliner Schauspieler, mit denen er in Ostpreußen (Bromberg, Elbing, Graudenz) und Danzig spielte. In der Saison 1886/87 war er am Stadttheater Halle und 1887/88 am Wallner-Theater in Berlin und leitete von 1889 bis 1891 das Stadttheater in Elbing und bis 1894 das Stadttheater in Liegnitz. Im selben Jahr gründete er erneut eine eigene Theatertruppe (Mauthner-Ensemble) in Hamburg, das unter anderem in den USA auftrat. Unter anderem spielte er dort im Carl-Schultze-Theater. Daneben leitete er von 1895 bis 1897 das Stadttheater Barmen und von  1897 bis 1900 leitete er das Thalia-Theater in Halle und von 1902 bis 1912 das Neue Theater in Halle, das 1870 gegründet, nach einem Brand 1902 wiedereröffnet und nach Mauthners Weggang geschlossen wurde (es diente später als Lagerraum).
Er war mit der Schauspielerin Helene Bensberg-Mauthner verheiratet.
Mauthner übersetzte Stücke von John Galsworthy.